# Ухвати Картера (филм из 2000)
Ухвати Картера (енгл. Get Carter) је амерички филм из 2000.
Ово је римејк истоименог енглеског филма из 1971. године, у којем је насловну улогу играо Мајкл Кејн, који у овом филму тумачи улогу зеленаша Клифа Брамбија.

## Радња
Џек Картер, мафијашки утеривач који живи у Лас Вегасу, врати се кући у Сијетл чувши да је његов брат Ричи погинуо у саобраћајној несрећи возећи у пијаном стању. Његов партнер, Кон Макарти, покрива га код његовог мафијашког шефа, Леса Флечера - чија се девојка Одри швалера са Џеком.
На братовљевој сахрани Џек се сретне са својом братаницом Дорин и Едијем, Ричијевим 
пријатељем и колегом. Обоје саопште Џеку да је Ричи ретко пио и да никада није возио у 
алкохолисаном стању; Еди, такође, каже да Ричи није био упетљан ни у какве недозвољене 
активности. Он, такође, разговара са једном женом, Џералдином, која је тајновита у вези са 
својим односом са Ричијем. Након сахране Џек настави да пропитује ожалошћене о ономе што се догодило његовом брату, наљутивши Ричијеву удовицу Глорију.
Џек обави разговор са власником клуба у којем је Ричи радио, зеленашем Клифом Брамбијем. Брамби не верује да је Ричи убијен, али саопшти Џеку да се Ричи швалерао са Џералдином, сарадницом локалног мафијашког боса Сајруса Пејса. Џек испита Пејса, али не добије никакве корисне информације. Он прати Пејса и доведен је до Џеремија Кинира, имућног компјутерског могула који је унајмио Пејса да му у тајности прибавља лепе жене на журкама, како би могао да одржава професионалан и чист имиџ. Међутим, Пејс сада уцењује Кинира на држање Пејсових порнографских веб-сајтова. У немогућности да прибави било какве искрене одговоре, Џек пажљиво прегледа снимке са видео надзора из Брамбијевог клуба.
Он открије да Пејс продуцира аматерске порно филмове, искориштавајући младе жене, које су 
надрогиране и силоване од стране Едија и Џералдине; на једном снимку је и Дорин као једна од жртава. Џералдина је сазнала да је Дорин Ричијева ћерка и дала је Ричију видео снимак на ЦД-у, али је Ричи убијен пре него што га је однео полицији, а његово убиство намештено је да изгледа као саобраћајна несрећа.
Одри раскине швалерацију са Џеком, који саопшти Флечеру да је завршио у Лас Вегасу; Макарти и још један гангстер послати су да нападну Џека, који успева да их избегне. Џек поразговара са Дорин о ономе што се догодило у видеу, тешећи је и говорећи јој да је она добра особа.
Џек крене пут освете. Џералдина назове Џека, извињавајући се због онога што се догодило 
Дорин, и каже да Сајрус долази да је убије; Џек стигне и затекне њен леш. Он се потом упути до Едијевог стана да га саслуша. Еди саопшти Џеку да је Пејс код Кинира; Џек га баци са балкона. Макарти уђе у траг Џеку у Едијевом стану и отпочне аутомобилска јурњава; Макарти је истиснут са пута, аутомобил се слупа, а мафијаши претпостављено погину. У Кинировој кући Џек ступи у конфронтацију са Пејсом, који устврди да Кинир стоји иза Ричијевог убиства. Џек покуша да удари Пејса отпозади, али га Пејс види у одразу и сагне се. Пејс га затим премлати и остави га да лежи на поду, прокоментарисавши да се Ричи боље тукао од њега, самим тим признавши умешаност у смрт његовог брата. Пејс се одшета и придружи се неким женама на крцатом подијуму.
Окрвављен, Џек устане и следи Пејса до подијума, рекавши му да треба да доврши оно што 
започне. Пејс се сложи; он покуша да на кварњака удари Џека, али га Џек патосира једним 
ударцем пре него што га брутално премлати на смрт. Џек извади свој пиштољ и упери га 
директно у Пејсово лице.
Џек се суочи са Киниром, који саопшти да је рекао Пејсу само да узме натраг диск од Ричија, а не да га убије, а да су убиство починили Пејс и Брамби; Џек остави Кинира у животу.
На паркингу Џек затекне Брамбија у покушају крађе диска из Џековог аутомобила. Брамби 
призна умешаност у убиство, упозоривши Џека да ће, ако га убије, бити принуђен да бежи до 
краја живота. Док Брамби одлази, Џек га позове. Брамби неће да се окрене и Џек га упуца у 
леђа.
Пошто је изравнао рачуне за братовљеву смрт, сада обријани Џек сретне се са Дорин последњи пут на Ричијевом гробу и објасни да мора да оде на неко време. Након што је подсети да је она посебна, они се поздраве. Џек уђе у свој аутомобил и отвори мапу која води до Лас Вегаса.

## Улоге
| Glumac            | Uloga          |
| ----------------- | -------------- |
| Силвестер Сталоне | Џек Картер     |
| Миранда Ричардсон | Глорија Картер |
| Рејчел Ли Кук     | Дорин Картер   |
| Рона Митра        | Џералдина      |
| Мики Рорк         | Сајрус Пејс    |
| Џон К. Макгинли   | Кон Макарти    |
| Алан Каминг       | Џереми Кинир   |
| Мајкл Кејн        | Клиф Брамби    |
| Џони Стронг       | Еди            |
| Џон Касини        | Торпи          |